# Chayenne Purperhart
Chayenne Purperhart (15 december 2003) is een Surinaams voetbalster. Ze speelde in de selecties van U-20 en de senioren van het Surinaamse voetbalelftal.

## Carrière
Chayenne Purperhart wisselde in januari 2018 in het Surinaamse clubverband van Dosko naar SV Ascona. In 2023 speelt ze voor SV Athena.
In juli 2019 voetbalde ze in de selectie van U-20 van het Surinaamse elftal tijdens de voetbalkampioenschappen van de Concacaf in Guyana. Met haar team verloor ze de startwedstrijd tegen Saint Lucia met 4-3. Vervolgens werd ook de wedstrijd tegen Bermuda verloren, met 6-1. Ook speelde ze een jaar later mee in de wedstrijd van het U-20-team tegen de sterke Verenigde Staten. Met rust was het 3-0 en in de tweede helft stoomden de Noord-Amerikanen door naar 14-0.
In 2022 speelde ze ook met de senioren van het nationale elftal tijdens de kwalificatiewedstrijden voor het wereldkampioenschap voetbal vrouwen van 2023. Ze viel in de 68e minuut in tijdens de uitwedstrijd tegen Mexico. Suriname verloor deze met 9-0. Enkele dagen later speelde ze thuis tegen Anguilla in het Frank Essedstadion in Paramaribo. Deze wedstrijd werd gewonnen met 5-0. Anderhalve maand later stond ze in de uitwedstrijd tegen Puerto Rico. Deze werd met 2-0 verloren. Ook speelde ze mee in de thuiswedstrijd tegen Antigua en Barbuda enkele dagen later. Deze wonnen de vrouwen met 5-1.